# Замок Штайнхёфель

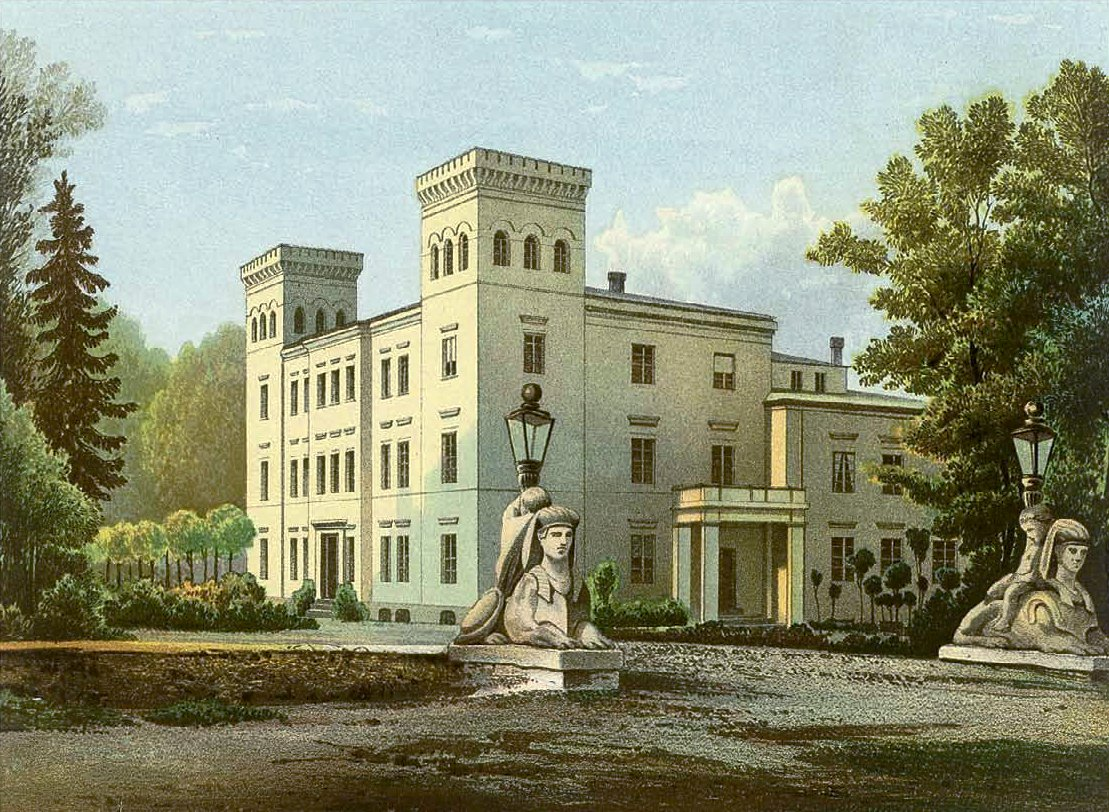
Вид замка. Рисунок. 1860

За́мок Штайнхёфель (нем. Schloss Steinhöfel) — замок, расположенный в немецкой одноимённой коммуне в земле Бранденбург. Был отреставрирован архитекторами Фридрихом и Давидом Жилли.
В 1790 году замок приобрёл прусский обер-гофмаршал Валентин фон Массов. Своим нынешним видом замок обязан семье Массовов, которая расширила Штайнхёфель в несколько раз в конце XVIII века. С 1945 года замок находился в советской зоне оккупации. В ходе земельной реформы имущество было экспроприировано в пользу общины. Сооружение использовалось потребительским кооперативом в качестве универмага и в 1958 году стало считаться «заброшенным». Штайнхёфель был полностью отреставрирован в 2000 году и теперь на его территории расположен отель.